# Fényes Károly
Fényes Károly (Rozsnyó, 1821. augusztus 26. – Arad, 1884. május 16.) ügyvéd, Arad város törvényhatósági képviselője.

## Életpályája
Még gyermekkorában került Aradra, itt végezte iskoláit is. Kezdetben az egyházi pályára készült és a pesti papnevelőintézetbe ment; felszentelés előtt azonban kilépett, azután a jogot tanulta. Arad város törvényhatósági képviselője lett és a városi intézetek körül érdemeket szerzett; a jótékony célú egyletek és az iskolaügy egyik fő pártfogója volt. Az aradi polgári jótékony-nőegylet titkáraként is dolgozott. Elhunyt 1884. május 16-án este, életének 64., házasságának 34. évében. Örök nyugalomra helyezték 1884. május 18-án délután. Neje Gantner Alojzia volt.

## Művei
Mint pesti papnövendék az iskola Munkálataiban A kath. egyház proselytismusa című tanulmányt fordította; írt Remellay Gusztáv Ifjusági Lapjába (1864–65), a Hölgyvilágba, több vegyes tartalmú cikket, a Vasárnapi Ujságba (1859, 1861), valamint városi és tanügyi cikkeket az aradi lapokba.